# 雷美替胺
雷美替胺，商品名柔速瑞（Rozerem），是可治疗因难以入睡而失眠的褪黑激素受体激动剂。它可减少入睡所需的时间，但临床益处较少。它是口服药。
雷美替胺的副作用包括昏睡、头晕、疲劳、恶心、失眠加剧、激素水平改变。它是褪黑激素的结构类似物，也是褪黑激素受体1A和褪黑激素受体1B的选择性激动剂。雷美替胺的生物半衰期和药效持续时间都比褪黑激素长。它不是苯二氮䓬类或非苯二氮䓬类药物，不作用于GABA受体，有独特的作用机制。
雷美替胺于2002年发现，2005年获批用于医药。